# Ernest Morris
Ernest Morris (Londra, 17 ottobre 1913 – Cornovaglia, 17 settembre 1987) è stato un regista inglese.

## Filmografia
- The Vise – serie TV, 42 episodi (1955-1959)
- White Hunter – serie TV, 18 episodi (1957-1959)
- Three Sundays to Live (1957)
- Operation Murder (1957)
- The Betrayal (1957)
- Son of a Stranger(1957)
- Le avventure di Guglielmo Tell (William Tell) – serie TV, 6 episodi (1958-1959)
- Three Crooked Men (1958)
- On the Run (1958)
- A Woman of Mystery (1958)
- Operation Stogie (1959)
- Panic (The Tell-Tale Heart) (1960)
- Man from Interpol – serie TV, 2 episodi (1960)
- Night Train for Inverness (1960)
- Transatlantic (1960)
- The Court Martial of Major Keller (1961)
- Highway to Battle (1961)
- Strip Tease Murder (1961)
- Riccardo Cuor di Leone (Richard the Lionheart) – serie TV, 39 episodi (1962-1963)
- Masters of Venus (1962)
- Tarnished Heroes (1962)
- Night Cargoes (1962)
- Three Spare Wives (1962)
- The Spanish Sword (1962)
- What Every Woman Wants, regia di Ernest Morris (1962)
- Shadow of Fear (1963)
- Echo of Diana (1963)
- Simon Templar – serie TV, 1 episodio (1963)
- The Sicilians (1963)
- Five Have a Mystery to Solve (1964)